# 즐거운 책읽기
즐거운 책읽기는 2009년 4월 23일부터 2013년 4월 2일까지 방송되었던 시사교양 프로그램이다.

## 기획 의도
여러권의 책을 다양한 시각으로 소개하는 시사교양 프로그램이다.

## 방송 시간
| 방송 채널 | 방송 기간                          | 방송 시간                            |
| --------- | ---------------------------------- | ------------------------------------ |
| KBS 1TV   | 2009년 4월 23일 ~ 2009년 12월 17일 | 매주 목요일 밤 12시 35분 ~ 1시 25분  |
| KBS 1TV   | 2010년 1월 4일 ~ 2010년 5월 3일    | 매주 월요일 밤 11시 30분 ~ 12시 15분 |
| KBS 1TV   | 2010년 5월 18일 ~ 2010년 12월 14일 | 매주 화요일 밤 12시 30분 ~ 1시 20분  |
| KBS 1TV   | 2011년 1월 4일 ~ 2011년 5월 24일   | 매주 화요일 밤 11시 40분 ~ 12시 25분 |
| KBS 1TV   | 2011년 6월 2일 ~ 2012년 2월 16일   | 매주 목요일 오전 11시 ~ 11시 55분    |
| KBS 1TV   | 2012년 2월 28일 ~ 2012년 9월 25일  | 매주 화요일 밤 12시 35분 ~ 1시 25분  |
| KBS 1TV   | 2012년 10월 9일 ~ 2013년 4월 2일   | 매주 화요일 밤 12시 40분 ~ 1시 30분  |

## 진행자
- 1기 고민정 : 2011년 1월 2일 ~ 2011년 5월 24일
- 2기 정용실 : 2011년 6월 2일 ~ 2013년 4월 2일

## 구성
- 책과 나
- 책과 사람
- 오늘의 책

## 같이 보기
- TV 책